# لابینتون هاربوزی
لابینتون هاربوزی (به انگلیسی: Labinot Harbuzi؛ ۴ آوریل ۱۹۸۶ – ۱۱ اکتبر ۲۰۱۸) بازیکن فوتبال اهل سوئد بود.
از جمله باشگاه‌هایی که وی در آن‌ها بازی کرده‌است، می‌توان به باشگاه فوتبال فاینورد، باشگاه ورزشی گنچلربیرلیغی، باشگاه فوتبال مالمو و باشگاه فوتبال اکسلسیور اشاره کرد.
وی همچنین در تیم زیر ۲۱ سال سوئد بازی کرده‌است.

## درگذشت
هاربوزی در ۱۱ اکتبر ۲۰۱۸، بر اثر ایست قلبی در سن ۳۲ سالگی درگذشت.